# NGC 1573
NGC 1573 é uma galáxia elíptica (E) localizada na direcção da constelação de Camelopardalis. Possui uma declinação de +73° 15' 47" e uma ascensão recta de 4 horas, 35 minutos e 04,2 segundos.
A galáxia NGC 1573 foi descoberta em 1 de Agosto de 1863 por Ernst Wilhelm Leberecht Tempel.